# Srednja djetelina
Srednja djetelina (stariji naziv: djeteljina vijugasta, lat. Trifolium medium), jedna od dvjestopedesetak vrsta iz roda djeteline (Trifolium), od kojih sedamdesetak rastu u Hrvatskoj.
Postoji i četiri priznate podvrste, od kojih jedna raste i u Hrvatskoj (T. medium subsp. medium).

## Podvrste
1. Trifolium medium subsp. balcanicum Velen.
2. Trifolium medium subsp. banaticum (Heuff.)Hendrych
3. Trifolium medium subsp. medium
4. Trifolium medium subsp. sarosiense (Hazsl.)Simonk.